# Sinagoga de Helsinki
La Sinagoga de Helsinki (en finés: Helsingin synagoga) es un edificio religioso en la ciudad de Helsinki (Helsingfors) se trata de una de las dos sinagogas en Finlandia. Situada en el distrito de Kamppi (Kampen), la sinagoga es utilizada por la comunidad judía de 1200 miembros de Helsinki. El edificio de la sinagoga, fue diseñado por el arquitecto Jac. Ahrenberg (1847-1914) un nativo de Viipuri (ahora en Rusia), fue terminada en el año 1906. 